# ماناكور

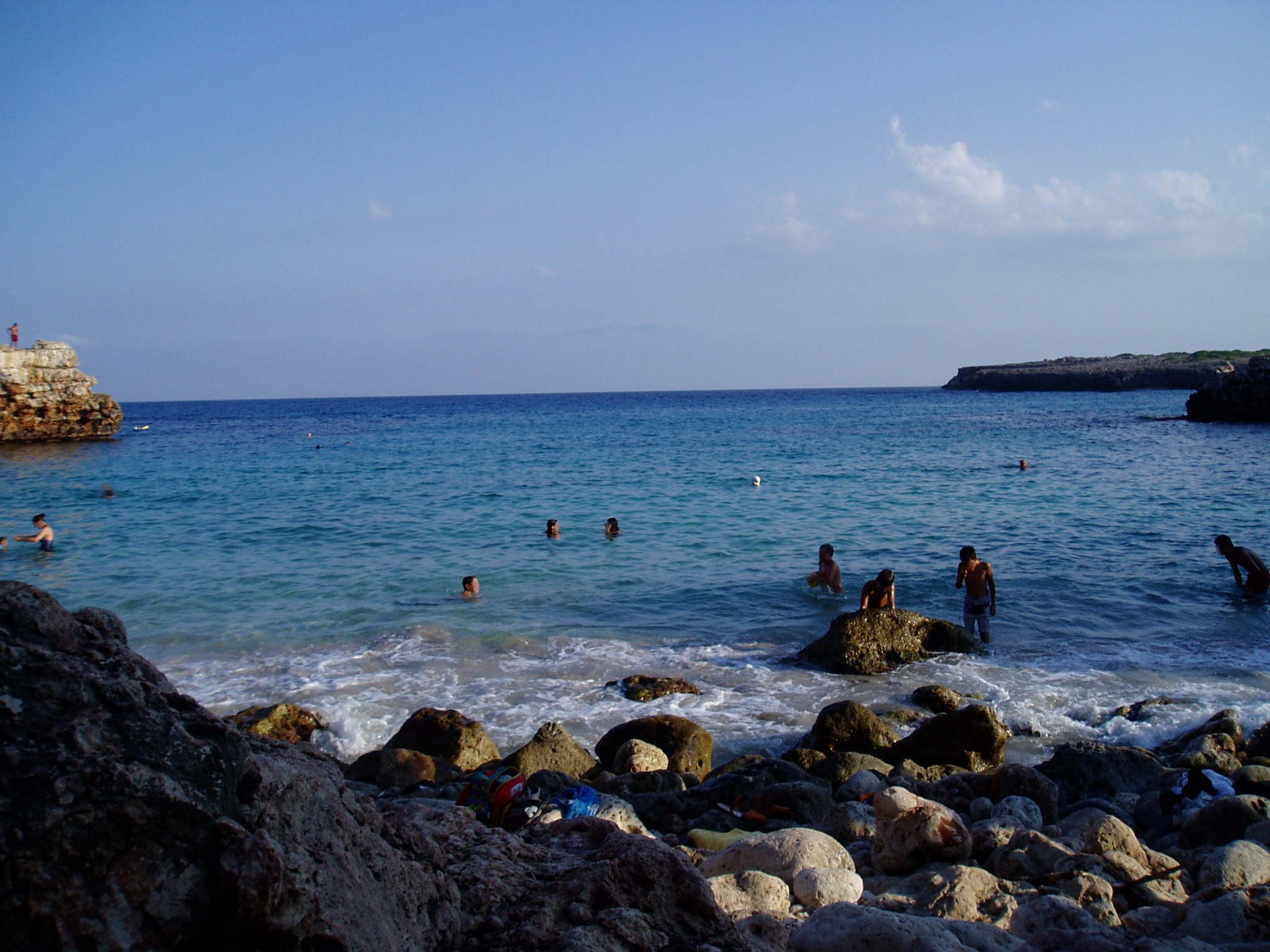
أحد شواطئ منكور

مَنكور أو (نقحرة: ماناكور) (بالإسبانية: Manacor) هي مدينة تقع في منطقة جزر البليار شرق إسبانيا، تقع في جزيرة ميورقة.
يوجد في منكور العديد من المناطق السياحية الكبيرة مثل كريستو بورتو موقع الكهوف الشهيرة، وكالاس دي مايوركا واحدة من أكثر الأسواق ازدحاماً في الجزيرة. تشتهر منكور بصناعة الأثاث واللآلئ الاصطناعية وفيها شبكة سكك حديدة تصل كل البلديات في جزيرة ميورقة.

## الديموغرافيا
بلغ عدد سكان مدينة منكور 40.873 نسمة عام 2011 (وفقاً للمعهد الوطني للإحصاء الإسباني).
| 30.018 | 30.154 | 33.326 | 35.908 | 37.963 | 40.548 | 40.873 |

## أعلام
- توني نادال
- ميغيل أنخل نادال
- إلينا غوميث سيرفيرا
- ألبيرت رييرا
- سيرجي غوارديولا